# Business (Guè)
Business è un singolo del rapper italiano Guè, pubblicato il 5 aprile 2013 come primo estratto dal secondo album in studio Bravo ragazzo.

## Video musicale
Anticipato da un trailer in cui veniva comunicato anche la data di pubblicazione del singolo, il video è stato reso disponibile il 9 aprile sul canale YouTube del rapper. La regia è stata curata da Peppe Romano (sotto lo pseudonimo di Pepsy Romanoff) e dallo stesso Pequeno e girato presso Lugano.

## Tracce
1. Business – 3:36

## Classifiche
| Classifica (2013) | Posizione massima |
| ----------------- | ----------------- |
| Italia            | 7                 |